# Florica (okręg Călărași)
Florica – wieś w Rumunii, w okręgu Călărași, w gminie Ileana. W 2011 roku liczyła 654 mieszkańców.